# هاروهيرو ياماشيتا
هاروهيرو ياماشيتا (اليابانية: 山下 治広، من مواليد 11 نوفمبر 1938) هو لاعب جمباز ياباني شارك في دورة الألعاب الأولمبية الصيفية 1964. وفاز بميداليتين ذهبيتين ، في منصة القفز والفرق المشتركة.
قام ياماشيتا أيضًا بتدريب فريق الجمباز الوطني في دورة الألعاب الأولمبية الصيفية 1976 وفي دورة الألعاب الآسيوية 1990 ، وتقلد مناصب عليا مع جمعية الجمباز اليابانية. في عام 2000 ، تم إدخال ياماشيتا في قاعة مشاهير الجمباز الدولية. وهو مواطن فخري في بلدته الأصلية أوواجيما.

## نشأته
بعد الزواج قام بتغيير اسمه الأخير من ياماشيتا إلى ماتسودا ، متبنياً لقب خالته ، التي اعتنت به عندما كان طفلاً. في عام 1961 تخرج من جامعة نيبون لعلوم الرياضة، حيث أصبح في عام 1983 أستاذًا لاحقًا أستاذ فخري في أوائل السبعينيات كان مساعدًا لمدرب الجمباز في إطار مجلس روجر في جامعة ولاية إنديانا.